# Al Bano
Albano Carrisi (Cellino San Marco, Itàlia, 20 de maig de 1943), més conegut com Al Bano, és un és un tenor, actor i enòleg italià i albanès
Després d'haver venut més de 165 milions de discos a tot el món, és un dels cantants italians més reconeguts del món la carrera del qual abasta set dècades. Ha guanyat notorietat per les seves capacitats vocals, així com per la hipergàmia amb Romina Power, filla de la llegenda de Hollywood Tyrone Power. Carissi és aclamat per cantar amb afinitat operística en repertoris pop, rock i italo disco. El 2016, se li va concedir la ciutadania albanesa a causa dels seus estrets vincles amb el país i d'un nom referit a aquesta terra.

## Biografia
El seu pare, Carmelo Carrisi (1913-2005), va posar-li el nom d'Al Bano perquè ell havia lluitat per al Regio Esercito a Albània durant la Segona Guerra Mundial. La seva mare era Iolanda Ottino, i té un germà, Franco Carrisi.
Va debutar en el món de la cançó al Festival de la Rosa el 1966 i a la televisió a Settevoci, programa presentat per Pippo Baudo. El 1967 va obtenir el seu primer èxit amb la cançó Nel sole, que va obtenir el primer lloc a la llista dels èxits de vendes de 45 RPM a Itàlia. Tot seguit cantà Io di notte, L'oro del mondo i Il ragazzo che sorride, última cançó escrita per Mikis Theodorakis inspirada en els tràgics esdeveniments de Grècia de 1967, la instal·lació del poder de la Dictadura dels Coronels.
El 1968 participà per primer cop al Festival de Sanremo amb La siepe, on va obtenir el premi especial de la Millor Cançó. El 1969 participà en el concurs Un disco per l'estate amb Pensando a te.
El 26 de juliol de 1970 es casà amb Romina Power quan ella tenia divuit anys, amb qui havia cantat a duo Storia di due innamorati i amb qui va tenir quatre fills: Cristel (1985), Romina (1987), Yari (1973) i Ylenia (1970).
El 1975 interpretaren junts Dialogo i el 1976 participaren a Eurovisió per Itàlia amb la cançó We'll live it all again obtenint una 7a plaça.
El 1981 varen interpretar Sharazan i l'any següent van participar en Sanremo amb Felicità, que es classificà en segona posició. Tornen al festival el 1984 amb Ci sarà i el 1985 a Eurovisió amb Magic oh magic quedant en 7a posició.
El 1987 apareixen els discos Nostalgia canaglia, tercer a Sanremo, i Libertà. Segueix després Cara terra mia, un altre cop tercer a Sanremo el 1989. El 1991 la parella interpreta al festival Oggi sposi.
Quan surt l'àlbum Dangerous Al Bano afirma que Michael Jackson li robà una part del tema musical d'una cançó de 1987, I Cigni di Balaka, en la seva cançó Will You Be There.
El 1995 Al Bano comença a posar-li querelles, i el maig de 1999 un tribunal romà acusa Michael Jackson de plagi, i el condemna a pagar una multa de quatre milions de lliures; un expert de musicologia determinà que 37 notes de 40 eren idèntiques.
El 1996 Al Bano començà una carrera en solitari amb È la mia vita, seguit després de Verso il sole el 1997 i Ancora in volo el 1999. Aquell mateix any se separa de Romina i comença una relació amb la presentadora de televisió Loredana Lecciso, des del 2001 fins al 2005, amb qui va tenir dos fills: Jasmine Caterina (2001) i Albano Giovanni (2002).
El 16 d'octubre de 2011 Al Bano Carrisi fou nomenat Ambaixador de Bona Voluntat a l'Organització de les Nacions Unides per a l'Agricultura i l'Alimentació.
La seva relació amb Loredana Lecciso ha fet que el cantant aparegués sovint en programes de televisió i de premsa del cor, fins i tot de vegades en contra de la seva voluntat, fins al punt que va colpejar un convidat al programa La vita in diretta.
Participà en la tercera edició de l'emissió de la telerealitat de RAI anomenada L'illa dels famosos, però quan es trobava a Samana, Loredana declarà que volia abandonar i tornar amb els seus fills.
La seva relació amb Loredana Lecciso i la seva participació en l'emissió de la telerealitat contribuí, indubtablement, a la seva nova popularitat a Itàlia, que havia disminuït durant els darrers anys.
El novembre de 2006, Arnoldo Mondadori Editore publicà la seva autobiografia, escrita amb Roberto Allegri, anomenada È la mia vita (com el títol de la cançó de 1996). Curiosament, per parlar de les seves dues dones, Romina i Loredana, decidí deixar dues pàgines en blanc.
Hereta del seu pare una companyia vinícola, Tenute Carrisi. Explota els seus coneixements de màrketing i de viticultura per rellançar la marca, que actualment és coneguda arreu del món. En homenatge al seu pare, va anomenar un dels seus vins "Don Carmelo".
Durant els darrers anys es dedica a les terres i a patrocinar l'equip New Basket Brindisi, que participa en el campionat italià de sèrie B1.
Tornà a aparèixer al Festival de Sanremo el 2007 amb la seva cançó Nel perdono.

## Discografia
- 1967	Nel Sole
- 1968	Il Ragazzo che Sorride
- 1969	Pensando a te
- 1970	A Cavallo de due Stili
- 1970	Gigantes de la Canción
- 1972	1972
- 1973	Su cara, Su Sonrisa
- 1974	Antologia
- 1975	Atto I (amb Romina Power)
- 1975	Dialogo (amb Romina Power)
- 1976	Des Nuits Entières (amb Romina Power)
- 1978	1978 (amb Romina Power)
- 1978	Si tú no estás no hay amor
- 1978	Qualcosa tra di Noi (amb Romina Power)
- 1979	Aria Pura (amb Romina Power)
- 1981	Sharazan (amb Romina Power)
- 1982	Felicità (amb Romina Power)[5]
- 1982	Che Angelo Sei (amb Romina Power)
- 1982	13+3 (amb Romina Power)
- 1982	Libra (amb Romina Power)
- 1983	Amore Mio (amb Romina Power)
- 1984	The Golden Orpheus Festival (amb Romina Power)
- 1984	Effeito Amore (amb Romina Power)
- 1986	Sempre Sempre (amb Romina Power)
- 1987	Libertà! (amb Romina Power)
- 1988	Fragile (amb Romina Power)
- 1990	Fotografia Di Un Momento (amb Romina Power)
- 1990	Weihnachten Bei Uns Zu Hause (amb Romina Power)
- 1991	Le Più Belle Canzoni (amb Romina Power)
- 1993	Notte E Giorno (amb Romina Power)
- 1995	Emozionale (amb Romina Power)
- 1996	Ancora… Zugabe (amb Romina Power)
- 1997	Concerto Classico
- 1997	Verso Il Sole
- 1998	Il Nuovo Concerto
- 1999	Ancora Il Volo
- 1999	Volare
- 1999	Grazie
- 2001	Canto al Zol
- 2002	Carrisi Canta Carusso
- 2004	La Mia Italia
- 2004	Buon Natale
- 2005	Le Radici Del Cielo
- 2005	Al Bano I Ego Ledi Vol.1
- 2005	Al Bano I Ego Ledi Vol.2
- 2006	Il Mio Sanremo
- 2006	Amare è Bella
- 2007	Cercami Nel Cuore Della Gente
- 2009 La mia opera
- 2009 L'amore è sempre amore
- 2011 Amanda è libera
- 2012 Al Bano Canta Italia

## Pel·lícules
| Any  | Títol                    | Paper            | Notes           |
| ---- | ------------------------ | ---------------- | --------------- |
| 1967 | Nel sole                 | Carlo Carrera    | Paper principal |
| 1968 | L'oro del mondo          | Carlo Carrera    | Paper principal |
| 1969 | Il ragazzo che sorride   | Giorgio          | Paper principal |
| 1969 | Il suo nome è Donna Rosa | Andrea           | Paper principal |
| 1969 | Pensando a te            | Carlo            | Paper principal |
| 1970 | Mezzanotte d'amore       | Andrea           | Paper principal |
| 1970 | Angeli senza paradiso    | Franz Schubert   | Paper principal |
| 1984 | Champagne in paradiso    | Marco Allegri    | Paper principal |
| 1985 | I promessi sposi         | Renzo Tramaglino | Paper principal |
| 2016 | Poveri ma ricchi         | Himself          | Cameo           |
| 2016 | Quo Vado?                | Himself          | Cameo           |